# Kisaura nozakii
Kisaura nozakii är en nattsländeart som först beskrevs av Kuhara 1999.  Kisaura nozakii ingår i släktet Kisaura och familjen stengömmenattsländor. Inga underarter finns listade i Catalogue of Life.